# Parque nacional Cañón del Río Blanco
El Parque nacional Cañón de Río Blanco es un área natural protegida localizada en el estado de Veracruz, en México, concretamente en la vertiente del golfo de México. Consiguió el estatus de parque nacional en 1938.

## Características
De clima variante entre el semicálido húmedo y el templado, y situado a una altura sobre el nivel del mar de entre 1.000 y 3.250 m s. n. m.; está situado en una región montañosa entre las cumbres de Acultzingo y la barranca de Metlac.
El nombre del parque se debe al río Blanco que cruza el parque. El río cuenta con numerosas cascadas a su paso por Ciudad Mendoza, Nogales, Río Blanco y principalmente las ciudades de Ixtaczoquitlán y Fortín, en el municipio de Ixtaczoquitlán se une el río Escamela para dar lugar a la cascada de Tuxpango, de la que se aprovecha para generar energía en la hidroeléctrica de Tuxpango ubicada en el llamado corazón de Metlac y distribuirla en las zonas metropolitanas de Córdoba - Orizaba.

## Biodiversidad
De acuerdo al Sistema Nacional de Información sobre Biodiversidad de la Comisión Nacional para el Conocimiento y Uso de la Biodiversidad (CONABIO) en el Parque Nacional Cañón del Río Blanco habitan más de 4,600 especies de plantas y animales de las cuales 227 se encuentran dentro de alguna categoría de riesgo de la Norma Oficial Mexicana NOM-059  y 211 son exóticas,

## Flora
La vegetación está predominada por los pinos (Pinus pseudostrobus), helechos y plantas silvestres, además de encinos, frecuentes en las partes más húmedas del parque.

## Fauna
La fauna es abundante, cabe destacar el venado cola blanca, también conocido como ciervo de Virginia (Odocoileus virginianus), conejo (Sylvilagus brasiliensis y Sylvilagus floridanus), armadillo (Dasypus novemcinctus), coyote (Canis latrans), ocelote (Leopardus pardalis), mofeta (Mephitis macroura), mapache (Procyon lotor), cacomixtle o cacomisel (Bassariscus astutus y Bassariscus suminchrasti).